# Tréveray
Tréveray je francouzská obec, která se nachází v departementu Meuse v regionu Grand Est v Lotrinsku. Obec má rozlohu 17,18 km² a má 565 obyvatel (2018). Mezi pamětihodnosti obce patří kostel a socha Petra Lucemburského. Obec byla také rodištěm francouzského právníka a politika Pierra Henriona de Pansey.